# 若望·安日洛·貝丘
若望·安日洛·貝丘（義大利語：Giovanni Angelo Becciu；1948年6月2日—）是意大利籍天主教羅塞萊教區總主教、前任封聖部部長及馬爾他騎士團特別代表。

## 生平
貝丘於1948年6月2日在意大利薩薩里省的市鎮帕塔達出生。他於1972年8月27日晉鐸。他被邀請入讀宗座傳教士學院和外交實驗經驗，並在間獲得博士學位。四年後獲得了教會法博士學位，並於1984年5月1日正式進入聖座國務院任外交工作。
他曾在聖座駐中非共和國、蘇丹、新西蘭、利比里亞、英國、法國和美國大使館工作。他除了意大利語外，還識說法語、英語、西班牙語和葡萄牙語。
他於2001年12月1日由安傑洛·索達諾樞機晉牧，並被時任教宗若望·保祿二世任命為聖座駐安哥拉大使，兼任聖座駐聖多美和普林西比大使，領羅塞萊教區總主教銜。2009年，改任命為聖座駐古巴大使。
直到2011年5月10日，由於費爾南多·斐洛尼樞機改任聖座萬民福音部部長，因此若望接替成為聖座國務院副國務卿（一般事務處）。
2018年5月20日，教宗方濟各宣佈將其擢升為樞機。樞機冊封典禮於同年6月28日舉行，貝丘的領銜執事區為羅馬聖理諾執事區。6天後，他獲任命為封聖部部長；後來他於6月29日卸任聖座國務院副國務卿（一般事務處）。同年8月31日，他接任封聖部部長。
2020年9月24日，教廷公布其已請辭所有職務，並放棄其作為樞機的權利。